# Біссен (футбольний клуб)
«Біссен» (люксемб. FC Atert Bissen) — люксембурзький футбольний клуб з однойменного міста, заснований 1945 року.

## Історія
Клуб заснований у 1917 році під назвою «Женесс Біссен» і розформований у 1923 році. У 1929 році команду відродили під назвою «Ред Стар Біссен», який також розформували у 1934 році. У 1942 році був заснований ФК «42 Біссен», який отримав свою нинішню назву 2 червня 1946 року.
Клуб до початку 2000-х років виступав здебільшого на аматорському рівні.
У Кубку Люксембургу сезону 2012–13 років «Біссен» вийшов до 1/4 фіналу, де поступився Діфферданж 03 з рахунком 2–0. Це найвище досягнення команди у кубковому турнірі.
Із сезону 2016–17 років починається поступовий рух команди до вищих дивізіонів. У сезоні 2024–25 років «Біссен» посів третє місце у Дивізіоні Пошани та у матчі плей-оф перегравши «Спортінг» (Беттембург) підвищились вперше в історії до Національного дивізіону Люксембургу.

## Кольори клубу
Традиційні кольори клубу жовто-чорні.
|  |  |